# 94 a. C.
El año 94 a. C. fue un año del calendario romano prejuliano. En el Imperio romano, fue conocido como el año 660 Ab Urbe condita.

## Acontecimientos

### Por lugar

#### Anatolia
- Nicomedes IV sucede a su padre Nicomedes III como rey de Bitinia.

#### Roma
- Cónsules: Cayo Celio Caldo y Lucio Domicio Enobarbo.
- Primer intento fallido de abrir una escuela retórica latina.
- Lucio Cornelio Sila elegido pretor urbano.

## Nacimientos
- Emperador Zhao de Han (m. 74 a. C.)

## Fallecimientos
- Bakru II bar Bakru, gobernante de Osroene